# Maarzaf, Idlib
Maarzaf, Idlib (tiếng Ả Rập: معرزاف) là một ngôi làng Syria nằm ở Ariha Nahiyah ở huyện Ariha, Idlib. Theo Cục Thống kê Trung ương Syria (CBS), Maarzaf, Idlib có dân số 1048 trong cuộc điều tra dân số năm 2004.